# 1923년 전조선전문학교연합정구대회
1923년 전조선전문학교연합정구대회는 전조선전문학교연합정구대회의 1923년 시즌 정구 대회이다. 1923년 6월 10일부터 6월 17일까지 일제강점기 조선 경기도 경성부에 있는 보성고등보통학교 운동장에서 개최되었다.

## 정구단
| 정구단                  | 도시 | 첫 참가 | 횟수 | 비고 |
| ----------------------- | ---- | ------- | ---- | ---- |
| 경성고등공업학교 정구단 | 경성 | 1923    | 1    |      |
| 경성고등상업학교 정구단 | 경성 | 1923    | 1    |      |
| 경성법학전문학교 정구단 | 경성 | 1923    | 1    |      |
| 경성의학전문학교 정구단 | 경성 | 1923    | 1    |      |
| 보성전문학교 정구단     | 경성 | 1923    | 1    |      |
| 수원고등농림학교 정구단 | 수원 | 1923    | 1    |      |

## 경기 결과
|  | 1라운드                 | 1라운드 |                         |      | 준결승 | 준결승 |  |  | 결승 | 결승 |
|  |                         |         |                         |      |        |        |  |  |      |      |
|  |                         |         |                         |      |        |        |  |  |      |      |
|  |                         |         |                         |      |        |        |  |  |      |      |
|  |                         |         |                         |      |        |        |  |  |      |      |
|  | 6월 17일 - 경성         |         |                         |      |        |        |  |  |      |      |
|  |                         |         |                         |      |        |        |  |  |      |      |
|  | 보성전문학교 정구단     | 패      |                         |      |        |        |  |  |      |      |
|  | 보성전문학교 정구단     | 패      | 6월 17일 - 경성         |      |        |        |  |  |      |      |
|  |                         |         | 경성고등상업학교 정구단 | 승   |        |        |  |  |      |      |
|  | 경성법학전문학교 정구단 | 패      | 경성고등상업학교 정구단 | 승   |        |        |  |  |      |      |
|  | 경성법학전문학교 정구단 | 패      | 6월 17일 - 경성         |      |        |        |  |  |      |      |
|  | 경성고등상업학교 정구단 | 승      |                         |      |        |        |  |  |      |      |
|  | 경성고등상업학교 정구단 | 승      | 경성고등상업학교 정구단 | 승   |        |        |  |  |      |      |
|  |                         |         | 경성고등상업학교 정구단 | 승   |        |        |  |  |      |      |
|  |                         | 불명    | 패                      |      |        |        |  |  |      |      |
|  |                         | 불명    | 패                      |      |        |        |  |  |      |      |
|  | 6월 17일 - 경성         |         |                         |      |        |        |  |  |      |      |
|  |                         |         |                         |      |        |        |  |  |      |      |
|  | 경성의학전문학교 정구단 | 불명    |                         |      |        |        |  |  |      |      |
|  | 경성의학전문학교 정구단 | 불명    | 6월 10일 - 경성         |      |        |        |  |  |      |      |
|  |                         |         | 수원고등농림학교 정구단 | 불명 |        |        |  |  |      |      |
|  | 수원고등농림학교 정구단 | 승      | 수원고등농림학교 정구단 | 불명 |        |        |  |  |      |      |
|  | 수원고등농림학교 정구단 | 승      |                         |      |        |        |  |  |      |      |
|  | 경성고등공업학교 정구단 | 패      |                         |      |        |        |  |  |      |      |
|  | 경성고등공업학교 정구단 | 패      |                         |      |        |        |  |  |      |      |

1923년 6월 10일 9시에 개회식을 진행할 예정이었지만 우천 상황으로 인해 10시에 개회식이 진행되었다. 그 후 진행된 수원고등농림학교 정구단과 경성고등공업학교 정구단 간의 1라운드 첫 번째 경기는 수원고등농림학교 정구단이 승리하며 준결승에 진출했다. 같은 날 12시 30분에 경성법학전문학교 정구단과 경성고등상업학교 정구단 간의 1라운드 두 번째 경기가 시작되었으나 우천으로 인해 경기 진행이 불가하여 6월 17일로 순연되었다. 1923년 6월 17일 9시 35분에 시작된 경성법학전문학교 정구단과 경성고등상업학교 정구단 간의 1라운드 두 번째 경기는 경성고등상업학교 정구단이 승리하며 준결승에 진출했다. 준결승은 보성전문학교 정구단과 경성고등상업학교 정구단이 첫 번째로 맞붙었고, 경성의학전문학교 정구단과 수원고등농림학교 정구단이 두 번째로 맞붙었다. 경성고등상업학교 정구단이 우승을 차지했다.

## 참고 문헌
- 대한체육회 100주년 기념사업부 (2020). 《대한민국 체육 100년》. 대한체육회. 2023년 9월 21일에 원본 문서에서 보존된 문서. 2024년 5월 13일에 확인함.
- “庭球大會(정구대회)를開催(개최) 朝鮮學生大會主催(조선학생대회주최)로”. 조선일보. 1923년 5월 31일.
- “全鮮專門校(전선전문교)의 聯合庭球大會(연합정구대회) 조선학생회주최로”. 동아일보. 1923년 6월 2일.
- “人氣(인기)를集中(집중)하는 庭球大會(정구대회)”. 동아일보. 1923년 6월 4일.
- “聯合庭球大會(연합정구대회)는今日(금일) 朝鮮學生會(조선학생회)의主催(주최)로 보셩고등보통학교운동장에서”. 조선일보. 1923년 6월 10일.
- “聯合庭球大會(연합정구대회)”. 동아일보. 1923년 6월 10일.
- “聯合庭球大會(연합정구대회)는延期(연기) 한참어우러져싸호다가비가와”. 조선일보. 1923년 6월 11일.
- “苦待中(고대중)에延期(연기)되엿든 全鮮專門學生庭球大會(전선전문학생정구대회)는”. 동아일보. 1923년 6월 17일.
- “聯合庭球(연합정구)”. 조선일보. 1923년 6월 17일.
- “大壯觀(대장관)의聯合庭球(연합정구)”. 조선일보. 1923년 6월 18일.
- “불볏알에𤍠技(𤍠기)”. 동아일보. 1923년 6월 18일.